# Max tom Dieck

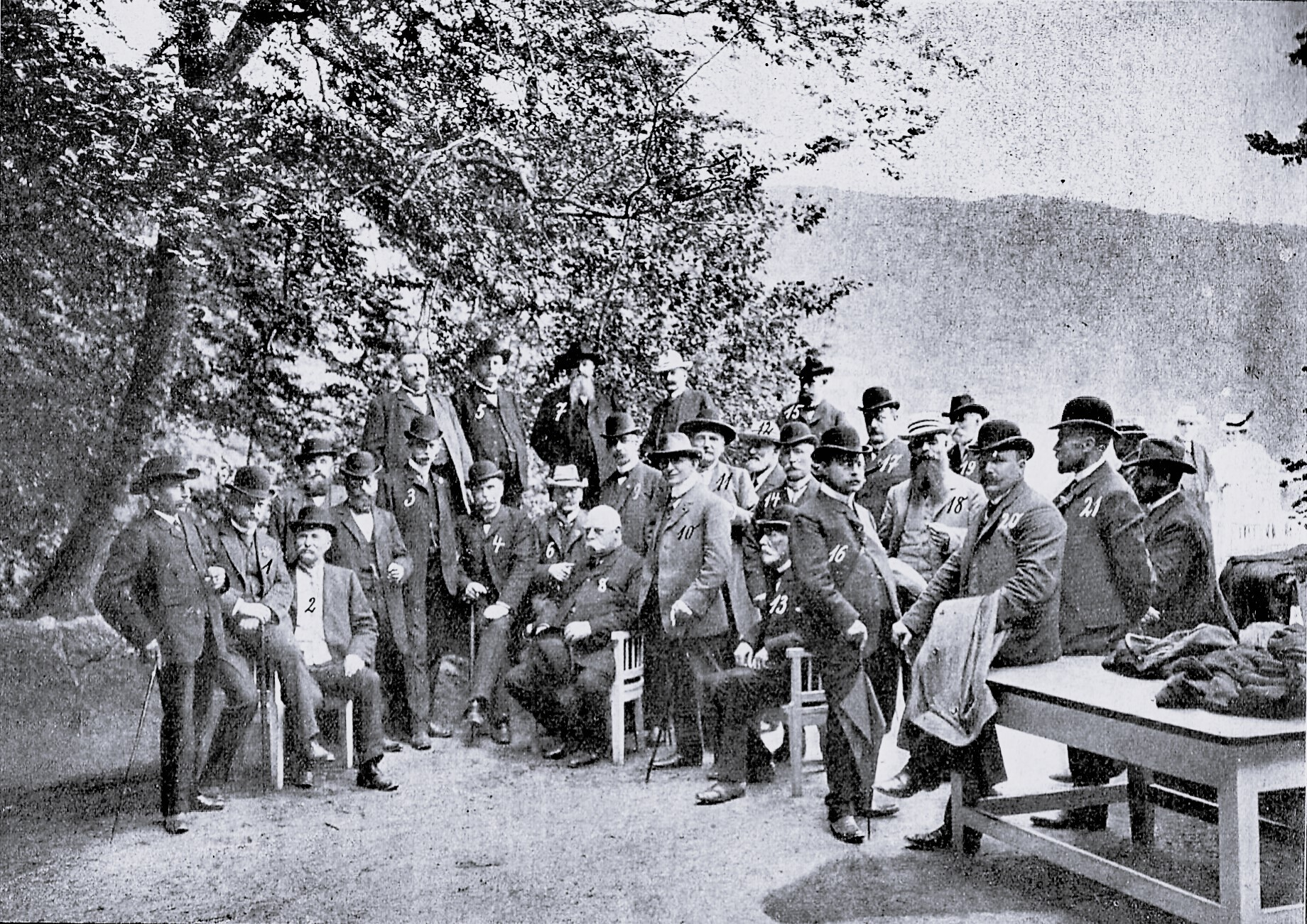
Bankdirektor (1) auf Landtagsfahrt ins Fürstentum Lübeck (1907)

Max Wilhelm Eduard tom Dieck (* 25. Januar 1869 in Oldenburg; † 8. Januar 1951 ebenda) war ein deutscher Politiker (FVP, DDP, FDP). Er war Oberbürgermeister der Stadt Oldenburg.

## Leben
Max tom Dieck war der Sohn des Oldenburger Magistratsaktuars und Rechnungsrats Eduard Heinrich Friedrich tom Dieck (1838–1909) und dessen Ehefrau Agnes Helene Charlotte, geb. Hammje (1841–1909). Nach Besuch der Oberrealschule absolvierte er eine Banklehre bei der Oldenburgischen Landesbank und dem Frankfurter Bankhaus Erlanger & Söhne. Nach einer Zeit an der Schwarzburgischen Landesbank kehrte er an die Oldenburgische Landesbank zurück, deren Direktor er von 1898 bis 1928 war. Von 1907 bis 1919 war er zudem Vorsitzender des Gewerbe- und Handelsvereins.
Max tom Dieck war in den Jahren 1905 bis 1908 und von 1916 bis 1917 oldenburgischer Landtagsabgeordneter für die Fortschrittliche Volkspartei (FVP). In der Weimarer Republik war er in der Führung der Oldenburgischen Deutschen Demokratischen Partei (DDP) und von 1931 bis 1933 war er Mitglied des Stadtrats. Nach dem Ende der nationalsozialistischen Herrschaft wurde tom Dieck von der britischen Militärregierung im Herbst 1945 wiederum zum Mitglied des Oldenburger Stadtrats ernannt. Außerdem wurde er am 28. November 1945 einstimmig zum Oberbürgermeister Oldenburgs gewählt. Bei den Wahlen im Oktober 1946 gewann er zwar als FDP-Kandidat einen Sitz im Stadtrat, unterlag aber bei der Oberbürgermeisterwahl gegen den Kandidaten der CDU, Walter Diekmann.
Max tom Dieck war ab 1899 verheiratet mit Helene, geb. Klaue (1878–1967), der Ehe entstammte ein Sohn.